# Scottish Gridiron Association 1995
La Scottish Gridiron Association 1995 è stata la 1ª edizione dell'omonimo torneo di football americano.

## Squadre partecipanti
| Club                  | Città         | Stadio | Sponsor ufficiale | Risultato nella stagione 1994 |
| --------------------- | ------------- | ------ | ----------------- | ----------------------------- |
| Clydesdale Colts      | Carluke       |        |                   |                               |
| Denny Broncos         | Denny         |        |                   |                               |
| Dundee Whalers        | Dundee        |        |                   |                               |
| East Kilbride Pirates | East Kilbride |        |                   |                               |
| Fife 49ers            | Kirkcaldy     |        |                   |                               |
| Glasgow Lions         | Glasgow       |        |                   |                               |
| Granite City Oilers   | Aberdeen      |        |                   |                               |
| Strathclyde Sheriffs  | Glasgow       |        |                   |                               |

## Stagione regolare

### Calendario

#### 1ª giornata
| 11 giugno 1995 | Glasgow Lions | 83 – 6 | Clydesdale Colts |  |

| 11 giugno 1995 | East Kilbride Pirates | 28 – 16 | Strathclyde Sheriffs |  |

| 11 giugno 1995 | Granite City Oilers | 49 – 20 | Fife 49ers |  |

#### 2ª giornata
| 18 giugno 1995 | Clydesdale Colts | 14 – 26 | Fife 49ers |  |

| 18 giugno 1995 | Dundee Whalers | 20 – 14 | Strathclyde Sheriffs |  |

| 18 giugno 1995 | Glasgow Lions | 50 – 21 | Granite City Oilers |  |

| 18 giugno 1995 | Denny Broncos | 20 – 28 | East Kilbride Pirates |  |

#### 3ª giornata
| 25 giugno 1995 | Strathclyde Sheriffs | 18 – 14 | Denny Broncos |  |

| 25 giugno 1995 | Glasgow Lions | 82 – 6 | Fife 49ers |  |

| 25 giugno 1995 | Granite City Oilers | 49 – 22 | Clydesdale Colts |  |

| 25 giugno 1995 | East Kilbride Pirates | 20 – 0 | Dundee Whalers |  |

#### 4ª giornata
| 2 luglio 1995 | Dundee Whalers | 34 – 26 | Fife 49ers |  |

| 2 luglio 1995 | Glasgow Lions | 44 – 0 | Strathclyde Sheriffs |  |

| 2 luglio 1995 | Clydesdale Colts | 22 – 12 | East Kilbride Pirates |  |

#### 5ª giornata
| 9 luglio 1995 | Fife 49ers | 60 – 0 | Denny Broncos |  |

| 9 luglio 1995 | Clydesdale Colts | 6 – 0 | Strathclyde Sheriffs |  |

| 9 luglio 1995 | Granite City Oilers | 30 – 12 | Dundee Whalers |  |

#### 6ª giornata
| 16 luglio 1995 | Strathclyde Sheriffs | 6 – 18 | Granite City Oilers |  |

| 16 luglio 1995 | Clydesdale Colts | 38 – 12 | Denny Broncos |  |

| 16 luglio 1995 | East Kilbride Pirates | 34 – 14 | Fife 49ers |  |

#### 7ª giornata
| 23 luglio 1995 | Denny Broncos | 0 – 40 | Glasgow Lions |  |

| 23 luglio 1995 | Clydesdale Colts | 22 – 20 | Dundee Whalers |  |

#### 8ª giornata
| 30 luglio 1995 | Dundee Whalers | 32 – 6 | Denny Broncos |  |

| 30 luglio 1995 | East Kilbride Pirates | 0 – 6 | Strathclyde Sheriffs |  |

#### 9ª giornata
| 6 agosto 1995 | Dundee Whalers | 14 – 6 | Strathclyde Sheriffs |  |

#### 10ª giornata
| 13 agosto 1995 | Dundee Whalers | 40 – 16 | East Kilbride Pirates |  |

| 13 agosto 1995 | Strathclyde Sheriffs | 30 – 14 | Denny Broncos |  |

| 13 agosto 1995 | Clydesdale Colts | 12 – 21 | Granite City Oilers |  |

#### 11ª giornata
| 20 agosto 1995 | Glasgow Lions | 50 – 0 | East Kilbride Pirates |  |

#### 12ª giornata
| 3 settembre 1995 | Glasgow Lions | 58 – 0 | Dundee Whalers |  |

### Classifica
La classifica della regular season è la seguente:
- PCT = percentuale di vittorie, G = partite giocate, V = partite vinte,  P = partite perse, PF = punti fatti, PS = punti subiti

| Pos. | Squadra               | PCT   | G | V | N | P | PF  | PS  |
| ---- | --------------------- | ----- | - | - | - | - | --- | --- |
| 1    | Glasgow Lions         | 1.000 | 7 | 7 | 0 | 0 | 407 | 33  |
| 2    | Granite City Oilers   | .833  | 6 | 5 | 0 | 1 | 188 | 122 |
| 3    | Dundee Whalers        | .556  | 9 | 5 | 0 | 4 | 172 | 188 |
| 4    | East Kilbride Pirates | .500  | 8 | 4 | 0 | 4 | 138 | 168 |
| 5    | Clydesdale Colts      | .500  | 8 | 4 | 0 | 4 | 142 | 223 |
| 6    | Fife 49ers            | .333  | 6 | 2 | 0 | 4 | 152 | 213 |
| 7    | Strathclyde Sheriffs  | .333  | 9 | 3 | 0 | 6 | 96  | 158 |
| 8    | Denny Broncos         | .000  | 7 | 0 | 0 | 7 | 68  | 246 |

## SGA Bowl I
| 1995 | Glasgow Lions | 76 – 0 | Granite City Oilers |  |

## Verdetti
- Glasgow Lions vincitori della SGA 1995